# Пилоти, Фердинанд фон
Фердинанд фон Пилоти (Младший) (нем. Ferdinand von Piloty; 9 октября 1828, Мюнхен — 21 декабря 1895, там же) — немецкий живописец, мастер фресковых росписей и книжный иллюстратор. Представитель известной художественной семьи.

## Биография
Фердинанд родился в семье мюнхенского гравёра и литографа Фердинанда Пилоти Старшего (1786—1844), его старший брат — живописец Карл Теодор фон Пилоти. Художественное образование Фердинанд Пилоти Младший получил в Мюнхенской академии изобразительных искусств под руководством своего будущего зятя Карла Шорна.
Фердинанд фон Пилоти Младший писал монументальные фрески для Баварского национального музея, мюнхенского Максимилианеума, ратуши города Ландсберга-на-Лехе и замка Нойшванштайна. Он принимал участие в создании живописной диорамы Иерусалима, которая создавалась под руководством Ульриха Хальбрейтера (1848—1850).
Совершил творческие поездки в Испанию, Алжир и на Кавказ. Путешествовал по Франции, Италии и Австрии. Фердинанд фон Пилоти был автором рисунков для иллюстрированного издания шиллеровского «Колокола» и для Шекспировской и Шиллеровской галерей.
В 1870 году стал Почётным членом Мюнхенской академии изобразительных искусств, в 1876 году был награждён орденом Людвига за науку и искусство.
Художник скончался в Мюнхене, похоронен на Старом Южном кладбище рядом с могилой отца Фердинанда Пилоти Старшего.

## Галерея

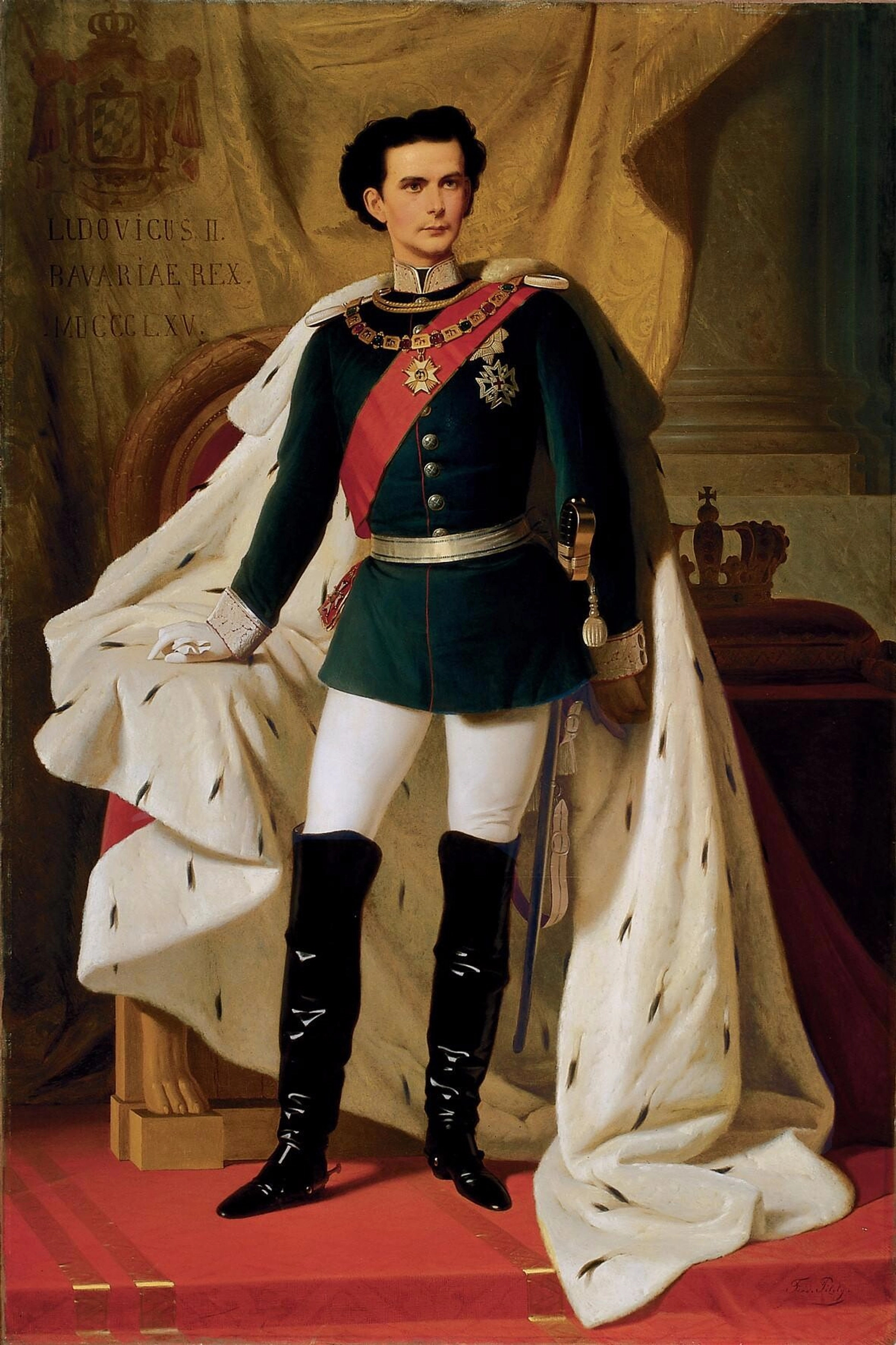
Король Людвиг II Баварский в генеральской форме с коронационной мантией. 1865. Холст, масло. Музей короля Людвига II, Кимзе, Бавария
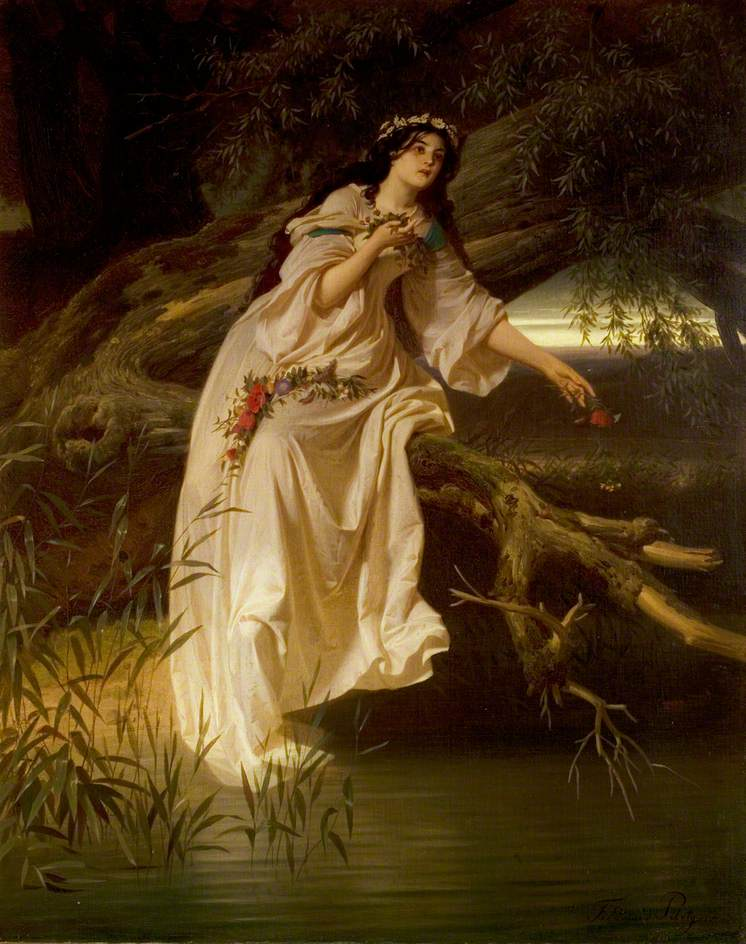
Офелия. Холст, масло. Королевский Шекспировский театр, Стратфорд-апон-Эйвон, Великобритания
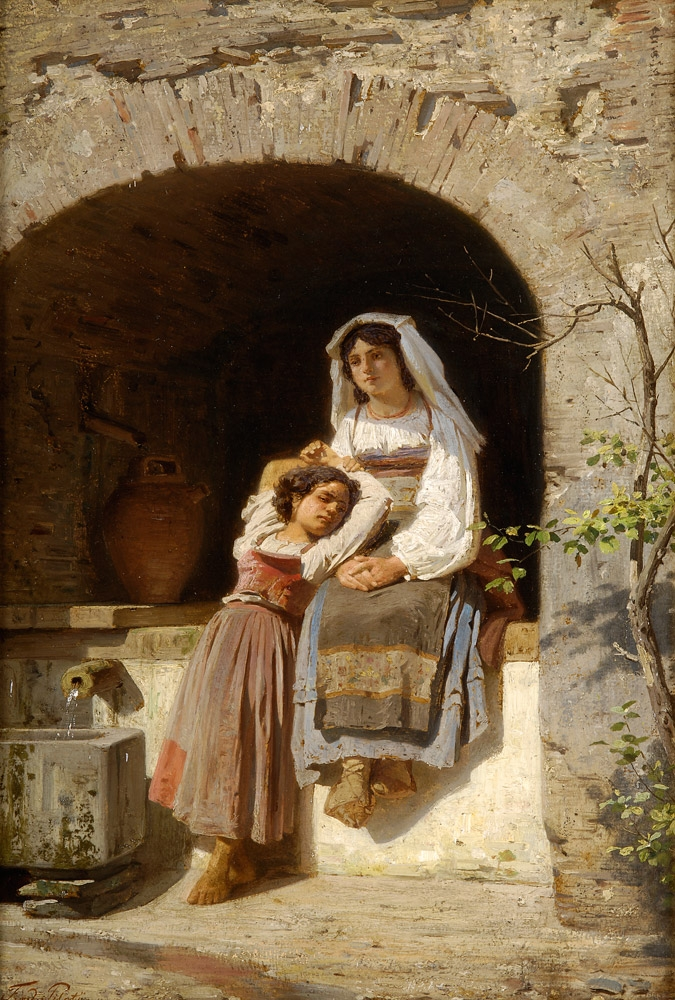
Дети в Кампанье. Ок. 1895. Картон, масло. Частное собрание
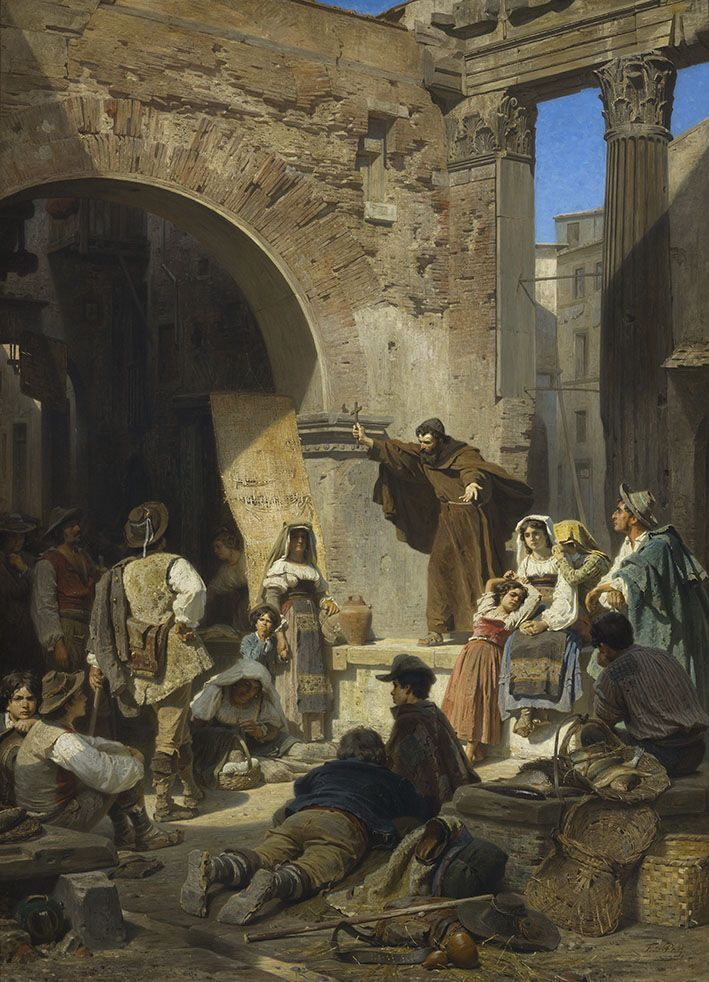
Проповедь монаха-капуцина в Портике Октавии в Риме. Ок. 1870. Холст, масло. Баварские государственные собрания картин, Мюнхен
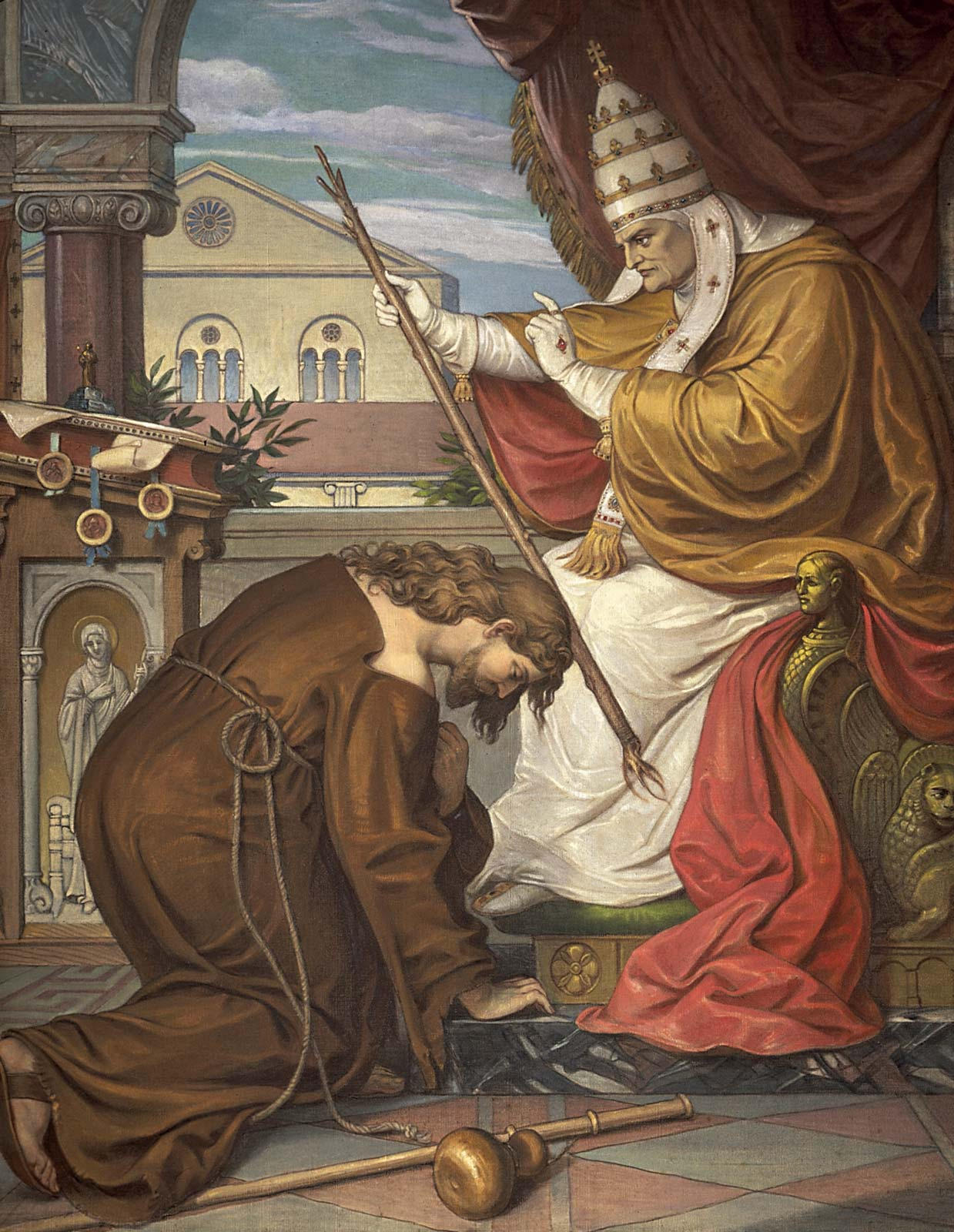
Тангейзер поклоняется папе Урбану IV. 1890. Деталь фрески. Замок Нойшванштайн